# Carolijn Brouwer
Carolijn Mariëlle Brouwer (* 25. Juli 1973 in Leiden, Provinz Südholland) ist eine niederländisch-belgische Seglerin, Olympiateilnehmerin und mehrfache Weltmeisterin. Die Sportlerin war lange Mitglied im Yachtclub WV Braassemermeer am gleichnamigen Binnensee in Roelofarendsveen, Hauptort der Gemeinde Alkemade in der Provinz Südholland, und startete in jüngerer Zeit für den Ostend Racing & Sailing Club (OSRC) im belgischen Ostende.

## Leben
Carolijn Brouwer kam zwar in Südholland zur Welt, verbrachte ihre Kindheit jedoch in Brasilien und für eine kurze Zeit in Zaire. In ihrem 15. Lebensjahr kam sie zurück in die Niederlande. Nach dem Schulabschluss studierte sie an der Universität Leiden, die sie mit einem Diplom für Sprachen und lateinamerikanische Kultur verließ; neben Niederländisch spricht die Sportlerin Spanisch, Englisch, Portugiesisch, Französisch und Deutsch.
Um mit ihrem belgischen Freund Sébastien Godefroid im Zweihand-Katamaran an den Olympischen Sommerspielen 2008 in Peking teilnehmen zu können, nahm sie die belgische Staatsbürgerschaft an und startete bei diesen Spielen für Belgien. Zuvor hatte sie bei der Olympiade zweimal die niederländische Mannschaft vertreten.

## Sportliche Erfolge

### Internationale Regatten und Bootswechsel

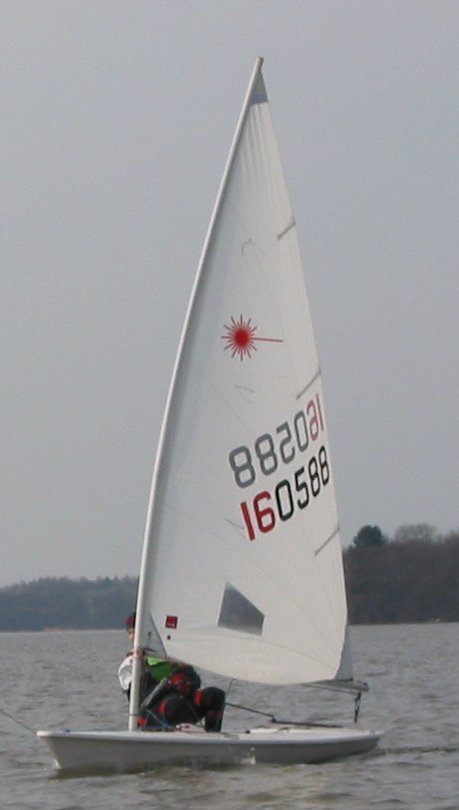
Im Laser Radial gewann Brouwer ihre ersten Weltmeisterschaften

Ihren ersten großen Erfolg als Seglerin erreichte Carolijn Brouwer bei den Jugend-Weltmeisterschaften 1991 (IYRU Youth World Championship, Schottland) in der dazumal nicht-olympischen Bootsklasse Laser, einer technisch einfach gehaltenen, aber nicht anspruchslosen Einhand-Jolle. In der gleichen Klasse gewann sie dann 1993 die Segel-Weltmeisterschaften in Takapuna, Auckland. 1996 wurde sie in Palma de Mallorca vor Karianne Eikeland aus Norwegen erneut Weltmeistern und 1998 wiederholte sie diesen Erfolg bei der Travemünder Woche vor der Doppelolympiasiegerin Shirley Robertson, jeweils in der olympischen Einhand-Jolle Europe. 1998 war sie zudem als Preisträgerin des ISAF Rolex World Sailor of the Year Award der International Sailing Federation (ISAF) Weltseglerin des Jahres. Brouwer nahm mehrfach an der Volvo Ocean Race teil, einer Segelregatta, die einmal um die ganze Welt verläuft. Zu den vielen weiteren Wettbewerben, die Carolijn Brouwer bestritt, zählte das größte Segelsportereignis der Welt, die Kieler Woche. In der Europe-Klasse gewann sie die Regatta 1998 und 2002.
Aufgrund der starken Konkurrenz im eigenen Land durch Margriet Matthijsse wurde sie trotz ihrer Weltmeistertitel nicht für die Olympischen Spiele 1996 in Atlanta nominiert. Da ihr für die Spiele 2000 das gleiche Schicksal drohte, wechselte sie in die 470er Jolle, eine Zweimann-Rennjolle mit Trapez und Spinnaker. Nachdem sie in dieser Klasse weder 2000 noch 2004 eine Olympiamedaille gewinnen konnte, wechselte sie nach 2005 erneut die Bootsklasse und bildete mit ihrem belgischen Freund Sébastien Godefroid ein Team im offenen Tornado (Zweihand-Katamaran). Nach intensivem Training erreichte das Paar, das sich inzwischen auf privater Ebene wieder getrennt hatte, 2007 in Cascais die Vizeweltmeisterschaft hinter der spanischen Crew Fernando Echávarri/Antón Paz.

### Olympiateilnahmen
Brouwer nahm an drei Olympischen Sommerspielen teil und erzielte dabei 2008 mit einem 12. Platz ihr bestes Resultat. Sie startete erstmals bei den Spielen 2000 in Sydney und belegte im Olympic Sailing Shore in der Rushcutters Bay gemeinsam mit ihrer Partnerin Alexandra Verbeek den 13. Platz in der 470er Jolle. Bei den Spielen 2004 in Athen ging sie in der Einhand-Jolle Europe in den Wettbewerb und kam im Olympischen Segelzentrum Agios Kosmas als 19. ins Ziel. Nach der Annahme der belgischen Staatsbürgerschaft gehörte sie dann 2008 in Peking erstmals zum belgischen Olympiateam. Hier erreichte sie im Internationalen Segelzentrum Qingdao gemeinsam mit ihrem Partner und ehemaligen Freund Sébastien Godefroid den 12. Platz im offenen Tornado. In dieser Segelregatta war sie als einzige Frau am Start.

## Sportliche Konkurrenz zu ihrem neuen Lebensgefährten
Carolijn Brouwer ist inzwischen eng befreundet mit dem australischen Segler Darren Bundock. Der zweifache olympische Silbermedaillengewinner und sechsfache Weltmeister startet in vielen Wettbewerben in direkter Konkurrenz zu Brouwer. So beispielsweise bei den Olympischen Spielen 2008. Hatte Brouwer (mit Godefroid) in der Qualifikation als zweites Team noch zwei Plätze vor ihrem neuen Lebensgefährten gelegen, musste sie sich im Finale geschlagen geben und kam lediglich auf den 12. Platz, während Bundock/Ashby die Silbermedaille gewannen. Bei der Weltmeisterschaft 2007 in Portugal hingegen schlug Brouwer ihren neuen Lebensgefährten und Titelverteidiger Bundock und wurde Vizeweltmeisterin; das Team Bundock, das im folgenden Jahr wieder gewann, erreichte hier keine Medaille. „Ich mag es nicht, wenn sie mich schlägt. Aber ich mag es auch nicht, wenn mich sonst jemand besiegt“, sagte Bundock vor der Weltmeisterschaft in Portugal der Zeitung The Australian. „Ich möchte, dass sie hier wirklich gut abschneidet. Gold und Silber zu gewinnen wäre ein Traum. Solange wir es sind, die Gold gewinnen. Da draußen auf dem Wasser werden wir ihr keinen Millimeter schenken. Und sie uns auch nicht.“ Über die Konkurrenz des Seglerpaares berichtete die Zeitschrift Stern 2008 unter der Überschrift Beziehungswirrwarr im Tornado.
Als Präsidentin und Vizepräsident der internationalen Tornadoklassenvereinigung ITA bemüht sich das Seglerpaar gemeinsam um eine Aufhebung des Beschlusses des Weltseglerverbandes, den Tornado bei den Spielen 2012 in London aus dem Olympischen Segelprogramm zu streichen.